# Spongia (Spongia) officinalis
Spongia officinalis of badspons of dalmatische spons is een sponssoort uit de klasse van de gewone sponzen (Demospongiae). De wetenschappelijke naam werd gepubliceerd in 1759 door Linnaeus.

## Kenmerken
Het lichaam van deze zachte en sterke spons bestaat uit kiezelnaalden en sponginevezels en is in staat om veel water op te nemen, ongeveer 20 tot 35 maal het droge gewicht van de spons. De kalknaalden zijn verdwenen en alleen de sponzige vezels van het skelet zijn er nog.

## Verspreiding en leefgebied
Deze soort komt algemeen voor in de Middellandse Zee.

## Algemeen
De dalmatische spons werd vroeger verzameld en gebruikt als een badspons.